# Championnat du monde B de rink hockey masculin 2008
Navigation
Championnat du monde B 2006 Championnat du monde B 2010
Le championnat du monde B de rink hockey 2008 s'est déroulé du 25 octobre au 1er novembre 2008 à Johannesbourg, en Afrique du Sud. Bien qu'inscrite pour participer à la compétition, l'équipe du Bangladesh ne s'est finalement pas présentée aux épreuves. Elle perd donc toutes ses rencontres sur le score de 3-0.
Les trois équipes qui se sont classées aux trois premières places du classement final disputent le championnat du monde groupe A 2009, à Vigo (Espagne).

## Équipes
Les équipes nationales engagées dans cette édition 2008 ont été d'abord réparties dans trois groupes.
|    | Groupe A   |
| -- | ---------- |
| A1 | États-Unis |
| A2 | Uruguay    |
| A3 | Australie  |
| A4 | Israël     |

|    | Groupe B       |
| -- | -------------- |
| B1 | Pays-Bas       |
| B2 | Afrique du Sud |
| B3 | Autriche       |
| B4 | Bangladesh     |

|    | Groupe C |
| -- | -------- |
| C1 | Colombie |
| C2 | Macao    |
| C3 | Égypte   |
| C4 | Inde     |

## Calendrier

### Phase de poules
| Match | Équipe         |     | Équipe   | H.    |
| ----- | -------------- | --- | -------- | ----- |
| 1     | Afrique du Sud | 3-1 | Autriche | 20h15 |

| Match | Équipe         |      | Équipe     | H.    |
| ----- | -------------- | ---- | ---------- | ----- |
| 2     | Égypte         | 14-3 | Inde       | 11h00 |
| 3     | Australie      | 3-3  | Israël     | 12h30 |
| 4     | Autriche       | 3-0  | Bangladesh | 14h00 |
| 5     | États-Unis     | 5-3  | Uruguay    | 15h30 |
| 6     | Colombie       | 12-5 | Macao      | 17h00 |
| 7     | Afrique du Sud | 8-4  | Pays-Bas   | 18h30 |

| Match | Équipe     |      | Équipe     | H.    |
| ----- | ---------- | ---- | ---------- | ----- |
| 8     | Pays-Bas   | 3-0  | Bangladesh | 10h00 |
| 9     | États-Unis | 5-0  | Israël     | 11h30 |
| 10    | Colombie   | 10-1 | Inde       | 17h00 |
| 11    | Macao      | 2-3  | Égypte     | 19h00 |
| 12    | Uruguay    | 2-0  | Australie  | 20h00 |

| Match | Équipe         |      | Équipe     | H.    |
| ----- | -------------- | ---- | ---------- | ----- |
| 13    | États-Unis     | 12-2 | Australie  | 10h00 |
| 14    | Macao          | 14-5 | Inde       | 11h30 |
| 15    | Pays-Bas       | 3-0  | Autriche   | 15h30 |
| 16    | Uruguay        | 5-0  | Israël     | 17h00 |
| 17    | Colombie       | 6-1  | Égypte     | 18h30 |
| 18    | Afrique du Sud | 3-0  | Bangladesh | 20h00 |

| Rang | Équipe     | Pts | J | G | N | P | Bp | Bc | Diff |
| ---- | ---------- | --- | - | - | - | - | -- | -- | ---- |
| 1    | États-Unis | 9   | 3 | 3 | 0 | 0 | 22 | 5  | +17  |
| 2    | Uruguay    | 6   | 3 | 2 | 0 | 1 | 10 | 5  | +5   |
| 3    | Israël     | 3   | 3 | 1 | 0 | 2 | 3  | 13 | -10  |
| 4    | Australie  | 0   | 3 | 0 | 0 | 0 | 5  | 17 | -12  |

| Rang | Équipe         | Pts | J | G | N | P | Bp | Bc | Diff |
| ---- | -------------- | --- | - | - | - | - | -- | -- | ---- |
| 1    | Afrique du Sud | 9   | 3 | 3 | 0 | 0 | 14 | 5  | +9   |
| 2    | Pays-Bas       | 6   | 3 | 2 | 0 | 1 | 10 | 8  | +2   |
| 3    | Autriche       | 3   | 3 | 1 | 0 | 2 | 4  | 6  | -2   |
| 4    | Bangladesh     | 0   | 3 | 0 | 0 | 0 | 0  | 9  | -9   |

| Rang | Équipe   | Pts | J | G | N | P | Bp | Bc | Diff |
| ---- | -------- | --- | - | - | - | - | -- | -- | ---- |
| 1    | Colombie | 9   | 3 | 3 | 0 | 0 | 28 | 7  | +21  |
| 2    | Égypte   | 6   | 3 | 2 | 0 | 1 | 18 | 11 | +7   |
| 3    | Macao    | 3   | 3 | 1 | 0 | 2 | 21 | 20 | +1   |
| 4    | Inde     | 0   | 3 | 0 | 0 | 0 | 9  | 38 | -29  |

### Phase finale

#### Places 9 à 12
| Positions 9 à 12 | Positions 9 à 12 | Positions 9 à 12 | Positions 9 à 12 | Positions 9 à 12 | Positions 9 à 12 | Positions 9 à 12 | Positions 9 à 12 | Positions 9 à 12 | Positions 9 à 12 |
| Pos.             | Équipe           | J                | G                | N                | P                | +                | -                | Pts              | GA               |
| ---------------- | ---------------- | ---------------- | ---------------- | ---------------- | ---------------- | ---------------- | ---------------- | ---------------- | ---------------- |
| 9                | Australie        | 3                | 2                | 1                | 0                | 19               | 4                | 7                | 15               |
| 10               | Israël           | 3                | 2                | 1                | 0                | 16               | 10               | 7                | 6                |
| 11               | Inde             | 3                | 1                | 0                | 2                | 9                | 21               | 3                | -12              |
| 12               | Bangladesh       | 3                | 0                | 0                | 3                | 0                | 9                | 0                | -9               |

| Date              | Match | Équipe     |      | Équipe     | H.    |
| ----------------- | ----- | ---------- | ---- | ---------- | ----- |
| 30 octobre 2008   | 19    | Australie  | 3-0  | Bangladesh | 10h00 |
| 30 octobre 2008   | 20    | Inde       | 6-9  | Israël     | 11h30 |
| 31 octobre 2008   | 25    | Bangladesh | 0-3  | Inde       | 10h00 |
| 31 octobre 2008   | 26    | Australie  | 4-4  | Israël     | 11h30 |
| 1er novembre 2008 | 31    | Bangladesh | 0-3  | Israël     | 10h00 |
| 1er novembre 2008 | 32    | Australie  | 12-0 | Inde       | 11h30 |

#### Places 1 à 8
|  | Quarts de finale | Quarts de finale |            |          | Demi-finales           | Demi-finales |  |  | Finale         | Finale |
|  | Quarts de finale | Quarts de finale |            |          | Demi-finales           | Demi-finales |  |  | Finale         | Finale |
|  |                  |                  |            |          |                        |              |  |  |                |        |
|  |                  |                  |            |          |                        |              |  |  |                |        |
|  |                  |                  |            |          |                        |              |  |  |                |        |
|  | Colombie         | 12               |            |          |                        |              |  |  |                |        |
|  | Colombie         | 12               |            |          |                        |              |  |  |                |        |
|  | Macao            | 3                |            |          |                        |              |  |  |                |        |
|  | Macao            | 3                | Colombie   | 2        |                        |              |  |  |                |        |
|  |                  |                  | Colombie   | 2        |                        |              |  |  |                |        |
|  |                  | Pays-Bas         | 3          |          |                        |              |  |  |                |        |
|  | Uruguay          | Pays-Bas         | 3          | 3        |                        |              |  |  |                |        |
|  | Uruguay          |                  |            | 3        |                        |              |  |  |                |        |
|  | Pays-Bas         | 4                |            |          |                        |              |  |  |                |        |
|  | Pays-Bas         | 4                | Pays-Bas   | 3        |                        |              |  |  |                |        |
|  |                  |                  | Pays-Bas   | 3        |                        |              |  |  |                |        |
|  |                  | États-Unis       | 7          |          |                        |              |  |  |                |        |
|  | États-Unis       | États-Unis       | 7          | 4        |                        |              |  |  |                |        |
|  | États-Unis       |                  |            | 4        |                        |              |  |  |                |        |
|  | Autriche         | 1                |            |          |                        |              |  |  |                |        |
|  | Autriche         | 1                | États-Unis | 2        |                        |              |  |  |                |        |
|  |                  |                  | États-Unis | 2        | Match pour la 3e place |              |  |  |                |        |
|  |                  | Afrique du Sud   | 1          |          |                        |              |  |  |                |        |
|  | Afrique du Sud   | Afrique du Sud   | 1          | 7        |                        |              |  |  |                |        |
|  | Afrique du Sud   |                  |            | 7        |                        |              |  |  |                |        |
|  | Égypte           | 2                |            | Colombie | 9                      |              |  |  |                |        |
|  | Égypte           | 2                |            | Colombie | 9                      |              |  |  |                |        |
|  |                  |                  |            |          |                        |              |  |  | Afrique du Sud | 1      |
|  |                  |                  |            |          |                        |              |  |  | Afrique du Sud | 1      |

| Quarts de finale - 30 octobre 2008 | Quarts de finale - 30 octobre 2008 | Quarts de finale - 30 octobre 2008 | Quarts de finale - 30 octobre 2008 | Quarts de finale - 30 octobre 2008 |
| Match                              | Équipe                             |                                    | Équipe                             | H.                                 |
| ---------------------------------- | ---------------------------------- | ---------------------------------- | ---------------------------------- | ---------------------------------- |
| 21                                 | Colombie                           | 12-3                               | Macao                              | 16h00                              |
| 22                                 | États-Unis                         | 4-1                                | Autriche                           | 17h30                              |
| 23                                 | Uruguay                            | 3-4                                | Pays-Bas                           | 19h00                              |
| 24                                 | Afrique du Sud                     | 7-2                                | Égypte                             | 20h30                              |

| Places 5 à 8 - 31 octobre 2008 | Places 5 à 8 - 31 octobre 2008 | Places 5 à 8 - 31 octobre 2008 | Places 5 à 8 - 31 octobre 2008 | Places 5 à 8 - 31 octobre 2008 |
| Match                          | Équipe                         |                                | Équipe                         | H.                             |
| ------------------------------ | ------------------------------ | ------------------------------ | ------------------------------ | ------------------------------ |
| 27                             | Macao                          | 0-3                            | Uruguay                        | 16h00                          |
| 28                             | Autriche                       | 8-3                            | Égypte                         | 17h30                          |

| 1/2 finales - 31 octobre 2008 | 1/2 finales - 31 octobre 2008 | 1/2 finales - 31 octobre 2008 | 1/2 finales - 31 octobre 2008 | 1/2 finales - 31 octobre 2008 |
| Match                         | Équipe                        |                               | Équipe                        | H.                            |
| ----------------------------- | ----------------------------- | ----------------------------- | ----------------------------- | ----------------------------- |
| 29                            | Colombie                      | 2-3                           | Pays-Bas                      | 19h00                         |
| 30                            | États-Unis                    | 2-1                           | Afrique du Sud                | 20h30                         |

| Places 7 et 8 - 1er novembre 2008 | Places 7 et 8 - 1er novembre 2008 | Places 7 et 8 - 1er novembre 2008 | Places 7 et 8 - 1er novembre 2008 | Places 7 et 8 - 1er novembre 2008 |
| Match                             | Équipe                            |                                   | Équipe                            | H.                                |
| --------------------------------- | --------------------------------- | --------------------------------- | --------------------------------- | --------------------------------- |
| 33                                | Égypte                            | 3-8                               | Macao                             | 16h00                             |

| Places 5 et 6 - 1er novembre 2008 | Places 5 et 6 - 1er novembre 2008 | Places 5 et 6 - 1er novembre 2008 | Places 5 et 6 - 1er novembre 2008 | Places 5 et 6 - 1er novembre 2008 |
| Match                             | Équipe                            |                                   | Équipe                            | H.                                |
| --------------------------------- | --------------------------------- | --------------------------------- | --------------------------------- | --------------------------------- |
| 34                                | Autriche                          | 3-2                               | Uruguay                           | 17h30                             |

| Places 3 et 4 - 1er novembre 2008 | Places 3 et 4 - 1er novembre 2008 | Places 3 et 4 - 1er novembre 2008 | Places 3 et 4 - 1er novembre 2008 | Places 3 et 4 - 1er novembre 2008 |
| Match                             | Équipe                            |                                   | Équipe                            | H.                                |
| --------------------------------- | --------------------------------- | --------------------------------- | --------------------------------- | --------------------------------- |
| 35                                | Colombie                          | 9-1                               | Afrique du Sud                    | 19h00                             |

| Finale - 1er novembre 2008 | Finale - 1er novembre 2008 | Finale - 1er novembre 2008 | Finale - 1er novembre 2008 | Finale - 1er novembre 2008 |
| Match                      | Équipe                     |                            | Équipe                     | H.                         |
| -------------------------- | -------------------------- | -------------------------- | -------------------------- | -------------------------- |
| 36                         | États-Unis                 | 7-3                        | Pays-Bas                   | 20h30                      |

## Classement final
| Champion du monde B 2008 de rink hockey |
| --------------------------------------- |
| États-Unis Troisième titre              |

|    | Équipe         |
| -- | -------------- |
| 1  | États-Unis     |
| 2  | Pays-Bas       |
| 3  | Colombie       |
| 4  | Afrique du Sud |
| 5  | Autriche       |
| 6  | Uruguay        |
| 7  | Macao          |
| 8  | Égypte         |
| 9  | Australie      |
| 10 | Israël         |
| 11 | Inde           |
| 12 | Bangladesh     |